# Ula (Pöide)
Ula – wieś w Estonii, w prowincji Sarema, w gminie Pöide.